# Ջ

Ջとջ

筆記体

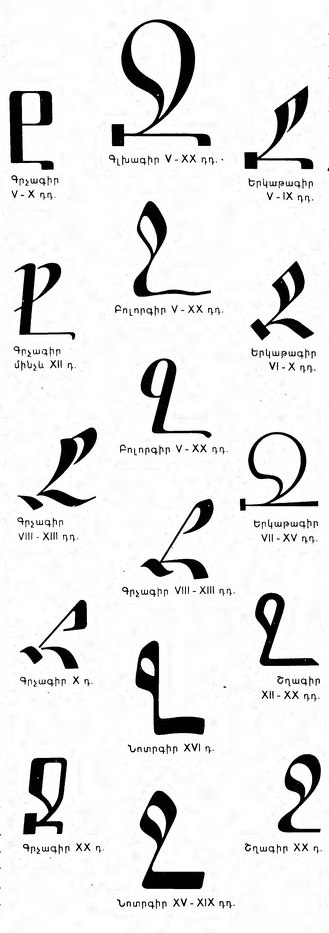
Ջとջの様々な書体

Ջ, ջ（アルメニア語: ջեまたはջէ、発音は東アルメニア語でǰe、西アルメニア語でče）は、アルメニア文字の27番目の文字である。405年ごろにメスロプ・マシュトツによって作成されたと見られる。

## 使用
古典アルメニア語と東アルメニア語では有声後部歯茎破擦音[dʒ]を表す。西アルメニア語では無声有気後部歯茎破擦音[tʃʰ]を表す。ラテン文字化する時は「J̌」または「J」と記す。記数法では900を表す。
この文字で始まる単語が少なく、統計によると辞書ではջで始まる単語は約1%である。

## 書体

## 符号位置
| 文字 | Unicode | JIS X 0213 | 文字参照        | 備考 |
| ---- | ------- | ---------- | --------------- | ---- |
| Ջ    | U+054B  | -          | &#x54B; &#1355; |      |
| ջ    | U+057B  | -          | &#x57B; &#1403; |      |